# Прича о два камена
„Прича о два камена” је југословенски ТВ филм из 1966. године. Режирао га је Даниел Марушић а сценарио је написао Петар Сегедин.

## Улоге
| Глумац            | Улога |
| ----------------- | ----- |
| Славица Јукић     |       |
| Божена Краљева    |       |
| Иво Сердар        |       |
| Фабијан Шоваговић |       |